# Bíborsapkás tündérmadár
A bíborsapkás tündérmadár (Malurus coronatus) a madarak osztályának verébalakúak (Passeriformes) rendjébe és a tündérmadárfélék (Maluridae) családjába tartozó faj.

## Rendszerezése
A fajt John Gould angol ornitológus írta le 1858-ban.

## Alfajai
- Malurus coronatus coronatus Gould, 1858
- Malurus coronatu macgillivrayi Mathews, 1913[2]

## Előfordulása
Ausztrália északi részén honos. Természetes élőhelyei a szubtrópusi és trópusi cserjések, folyók és patakok környékén. Állandó, nem vonuló faj.

## Megjelenése
Testhossza 16 centiméter, testtömege 9-12 gramm. Tollazata barna, a hasán fehér. Mind két nemnek a farka hosszú és bíbor-kék színű. A hímnek a feje fekete bíbor-lila folttal a feje búbján. A nősténynek a feje szürkéskék. Szeme mögött kicsi vörösesbarna folttal. Vékony, gyenge, hosszú lábai vannak.
|  |

## Táplálkozása
Rovarokkal táplálkozik.

## Természetvédelmi helyzete
Az elterjedési területe nagyon nagy, egyedszáma  6700-19000 példány közötti és ugyan csökken, de még nem éri el a kritikus szintet. A Természetvédelmi Világszövetség Vörös listáján nem fenyegetett fajként szerepel.